# Külüg Khan
Külüg Khan, conosciuto anche col nome mongolo di Khayishan e con quello cinese di Wuzong, in cinese 元武宗 (Khanbaliq, 4 agosto 1281 – Khanbaliq, 27 gennaio 1311), fu imperatore della Cina dal 1307 al 1311, della dinastia mongola degli Yuan.

## Biografia

### I primi anni
Figlio primogenito di Darmabala e di Dagi dell'influente tribù dei Khunggirad, nonché fratello di Ayurbarwada. Ancora giovane, venne inviato in Mongolia a radunare un esercito per difendere il confine occidentale dell'Impero contro il Kaidu ed altri principati dell'Asia centrale. Nel 1289, le forze del Khayisan vennero guidate da Kipchak, salvando Tutugh dalla cattura. Nel 1301 Kulug si scontrò con Kaidu, che morì poi per le ferite ricevute in battaglia. In riconoscimento di questo grande successo, Külüg ottenne nel 1304 il titolo di principe di Huaining (懷寧王).
Temür Khan aiutò Duwa quando Chapar lo attaccò,
inviando delle truppe armate al comando di Khayisan. Nel 1306 Khayisan forzò Melig Temür ad accettare la resa presso i monti Altai ed a proclamare Chapar quale successore di Kaidu. Per queste vittorie militari, Kulug ottenne grande reputazione presso i principi Mongoli e tra i cinesi. Dal momento che suo zio Temür Khan non aveva avuto eredi maschi, Külüg venne considerato da quel momento uno dei maggiori candidati alla successione al trono.

## Salita al trono imperiale
Nel 1307 quando Temür Khan morì, Külüg ritornò a Karakorum a fare il punto della situazione. La vedova di Temür, Bulughan, aveva allontanato dalla corte i fratelli di Khayishan e di Ayurbarwada, ed aveva tentato di porre Ananda principe di An-hsi, cugino di Temür, quale suo successore. La sua alleanza venne supportata da molti degli ufficiali anziani e dal Segretariato sotto Aqutai. Essi nominarono Bulughan reggente con la prospettiva di far ascendere Ananda al trono.
Harghasun e Tura, pronipoti del Chagatai Khan, e Yakhutu, discendente di Tolui, combatterono per la candidatura al trono contro il figlio di Darmabala. Gli uomini vicini a Darmabala arrestarono Ananda e Bulghan con un colpo di stato, richiamando Ayurbarwada e Dagi dal loro esilio a Henan. Quindi, Khayishan decise di far svolgere la cerimonia d'incoronazione a Shangdu come aveva fatto il suo bisnonno Kublai Khan, ed avanzò verso sud con 30.000 soldati dalla Mongolia. Khayiashan venne accolto da Ayurbarwada, che, rinunciando al trono imperiale, gli permise di ascendere al trono. Prima della sua ascesa, Kulug fece giustiziare Ananda e Bulughan.
L'ascesa al trono di Khayisan a Shangdu (col quale ufficialmente prese il nome di Kulug) avvenne il 21 giugno 1307. Dopo questo fatto nominò suo fratello Ayurbarwada quale suo erede.

### Il regno
Poco dopo l'ascesa di Khayishan, il tradizionale Hiaoking, ossia l'atto di obbedienza filiale, venne tradotto anche in lingua mongola e diffuso in tutto l'Impero. Con tale documento egli garantiva a tutti quei principi che avessero presenziato alla cerimonia della sua incoronazione doni e privilegi. Egli impiegò anche molto denaro per la costruzione del tempio buddista di Dadu e di Shagdu.
L'amministrazione del regno era fondata su un equilibrio instabile tra Khayishan, suo fratello minore Ayurbarwada, e la loro madre Dagi. Khayishan nominò Ayurbarwada quale principe ereditario a condizione che dopo la sua ascesa al trono avrebbe ceduto questo titolo al figlio di Khayishan.
Generosamente, concesse molti privilegi e doni agli aristocratici Mongoli, ottenendo da loro un grande livello di popolarità. Khayisan Külüg Khan fu ad ogni modo oberato da gravi difficoltà economiche. Il suo piano di anti-inflazione non raggiunse mai i risultati sperati durante il suo breve regno e non riuscì a soddisfare i cinesi. Tentò di introdurre un sistema monetario basato sull'argento, molto abbondante in Cina, ma incontrò molta resistenza pubblica che lo fece poi desistere dal suo intento.
Decise di istruire Ayurbarwada grazie al tutore confuciano Li Meng e trasferì Harghasun in Mongolia come Gran Consigliere. Egli concesse dei posti chiave anche ai non Mongoli come Kipchak, Asud, e Qanglï. Khayisan favorì grandemente il buddismo ed ordinò al lama tibetano Chogdi Osor di tradurre i sacri libri del Buddha, non rinunciando comunque alla tassazione dei territori occupati dai monaci.
Intenzionato a ridurre i costi della burocrazia imperiale, nel 1307 ordinò la dimissione di alcuni ufficiali di corte anche se questo, ad ogni modo, favorì solo la nascita di nuove cariche per i suoi favoriti a tal punto che attorno al palazzo imperiale dovettero essere realizzate nuove strutture per accogliere i nuovi impiegati.
Nel 1308 morì il re Chungnyeol della Corea, ed il Gran Khan inviò un nullaosta per il suo successore Chungseon. In quello stesso anno Chapar e altri principi del Khanato di Ogedei si recarono da Khayisan per il loro atto di sottomissione. Durante il suo regno Kulug completò anche la conquista della penisola di Sachalin e delle terre degli Ainu, che nel 1308 accettarono la sua supremazia.

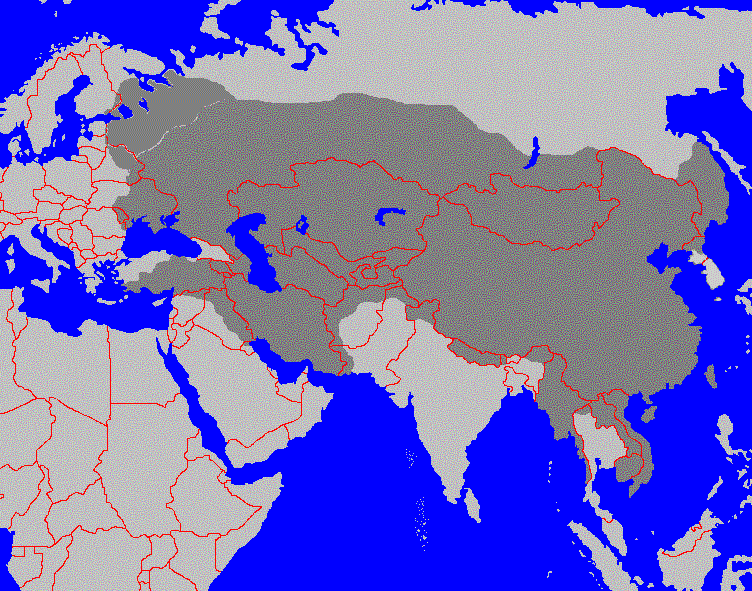
L'Impero Mongolo ed i suoi stati clienti nel 1311 circa.

La cartamoneta raggiunse il livello minimo di apprezzamento e nel 1309 fu pertanto necessaria una nuova stampa, realizzata anche per rimpiazzare la precedente ormai consumata, parallelamente alla produzione di monete di rame con iscrizioni in mongolo. La corte stessa di Khayisan incontrò delle difficoltà economiche. Ad esempio le spese totali della corte per l'anno 1307 furono di 10.000.000 ting. Nel 1310 questa spesa era già salita a 10.603.000 ting ed andava sempre più crescendo.
Kokechu, figlio di Tula, cospirò, nel 1310, contro l'Imperatore con alcuni alti ufficiali di corte ed alcuni monaci buddisti, ma il loro piano venne scoperto, i monaci giustiziati, mentre Kokechu venne esiliato in Corea. Anche Arslan, governatore di Dadu e comandante del kheshig (la guardia imperiale), venne giustiziato. Per coprire le spese, il prezzo del sale sotto la sua amministrazione venne alzato del 35% e la tassa sul grano venne innalzata del 2%.

### La morte
Dopo un regno di meno di quattro anni, Khayishan morì nel gennaio del 1311. Immediatamente dopo la sua morte seguì l'ascesa di Ayurbarwada.